# Зейдерзе (проєкт)

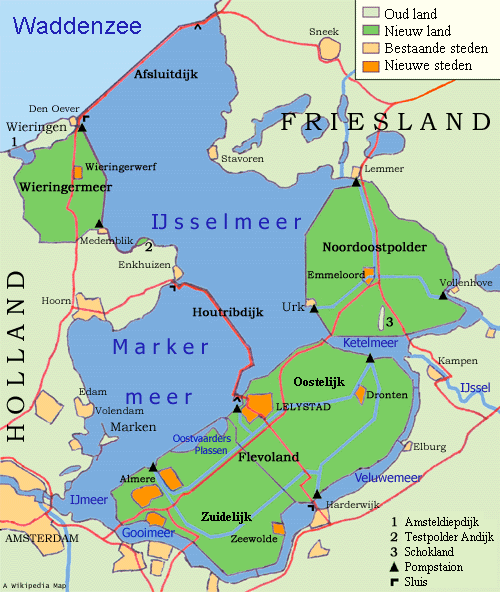
Мапа проєкту «Зейдерзе»

Проєкт «Зейдерзе» (нід. Zuiderzeewerken) — система дамб та робіт з осушенню і дренажу землі, найбільший інженерний проєкт Нідерландів у XX столітті. Проєкт мав на меті спорудження дамби, що відокремила Зейдерзе від Північного моря, і перетворення земель, займаних тепер уже внутрішніми водами в польдери. Основною метою проєкту було збільшення площ для виробництва продовольства і захист від повеней.
На думку Американського товариства цивільних інженерів (ASCE), проєкт «Зейдерзе» разом з проєктом «Дельта» є одним із Семи чудес світу сьогодення. У 1930 році голландський режисер Йоріс Івенс зняв однойменний документальний фільм, присвячений проєкту.

## Передмова

План проєкту, виконаний Корнелісом Лелі

Перші задумки про те, як убезпечити «нижні землі» від примх стихії, з'явилися ще в XVII столітті, але технічних можливостей для реалізації в той час ще не було. Перші здійснимі ідеї стали з'являтися в другій половині XIX століття, як-от план інженера Корнеліса Лелі (він став згодом міністром), що ліг в основу проєкту «Зейдерзе». Відповідно до цього плану, створеному Лелі у 1891 році, між північною кінцівкою Північної Голландії і західним берегом Фрисландії повинна пройти величезна дамба, яка дозволить створити 4 польдери по краях озера, яке отримала згодом назву Ейсселмер. Між польдерами планувалося залишити дві великі смуги води для дренажу та судноплавства. Спочатку площа водної поверхні, задіяної під проєкт, становила 3,5 тис. км².
У 1913 році Корнеліс Лелі стає міністром транспорту і громадських робіт, і уряд офіційно починає працювати над планами щодо закриття Зейдерзе. Шторм 1916, прорвав кілька дамб по берегах затоки, а також примара масового голоду в роки Першої світової війни через нестачу орних земель, показали необхідність розпочати роботи в даному напрямку. 14 липня 1918 було прийнято закон «Zuiderzee Act», що поклав початок мегапроєкту. У законопроєкті були вказані три основні цілі:
- Захист центральних Нідерландів від стихії Північного моря
- Збільшення поставок продовольства шляхом створення нових сільськогосподарських угідь
- Поліпшення управління водними ресурсами шляхом створення прісноводного озера на місці солоної затоки.

Після створення департаменту по проєкту «Зейдерзе» (Dienst der Zuiderzeewerken) у травні 1919 робота почалася повним ходом. Було вирішено почати не з будівництва основної дамби, а провести тестові роботи — побудувати дамбу Амстелдіпдейк у невеликій затоці Амстелдіп, що відділяла острів Вірінґен від материкової частини Північної Голландії. Спорудження дамби зайняло 4 роки, хоча її довжина склала всього 2,5 км. Будівельники отримали безцінний досвід, застосованим ними в подальшому. Під час будівництва дамби методика меліорації земель була випробувана в невеликому експериментальному польдері Андайк.

### Інші плани проєкту

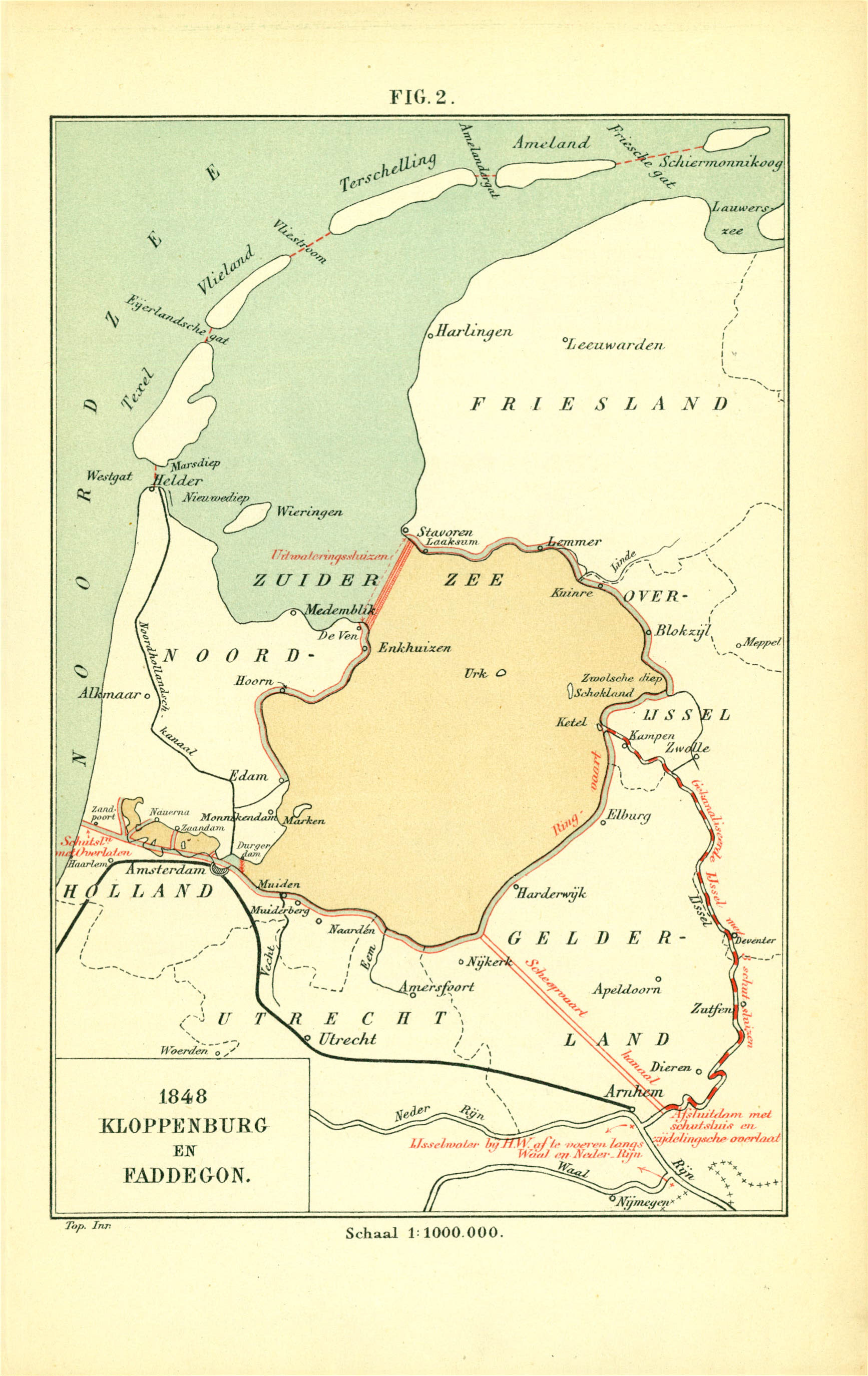
Клоппенбюрг ен Фаггедон (Kloppenburg en Faggedon), 1848
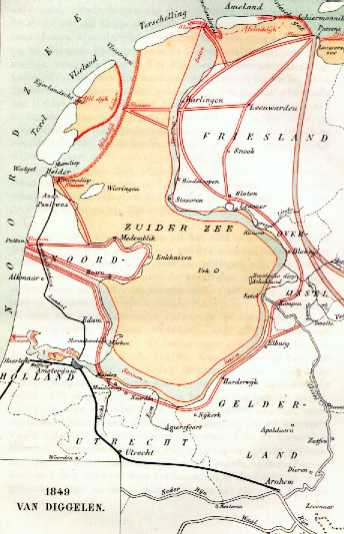
Ван Диггелен (Van Diggelen), 1849
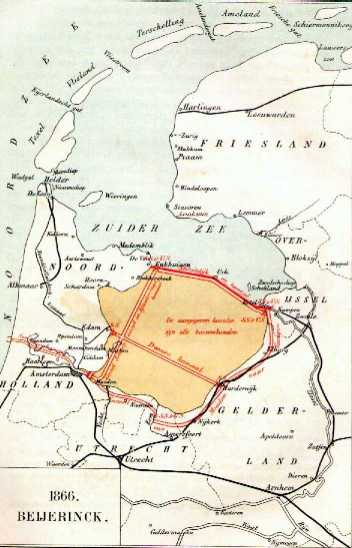
Бейеринк (Beijerinck), 1866
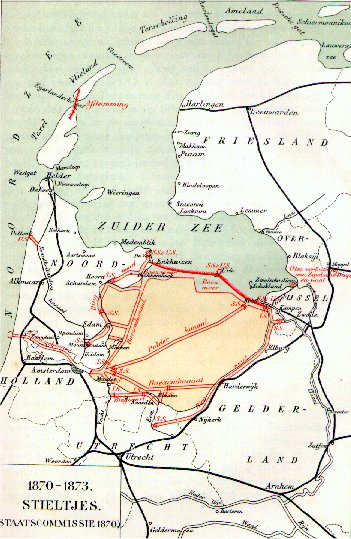
Стилтьєс (Stieltjes), 1873

## Перетворення Зейдерзе в Ейсселмер

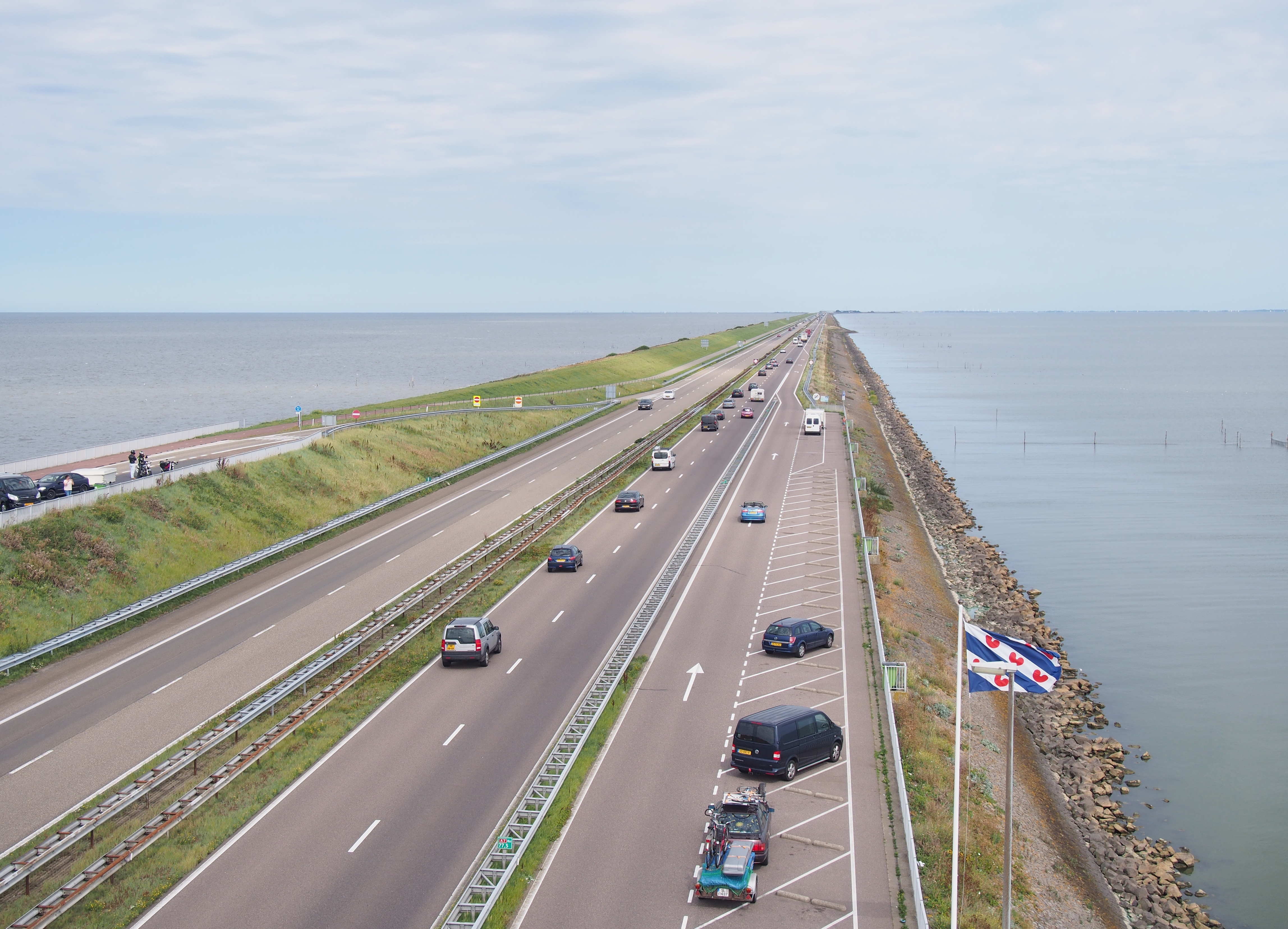
Дамба Афслютдейк відокремлює Ейсселмер (праворуч) від Північного моря (ліворуч) і захищає тисячі км² суходолу

Нове дослідження, виконане на тлі сумнівів щодо фінансової здійсненності проєкту, показало, що роботи навпаки слід по можливості прискорити. У 1927 році почалася робота по виконанню основної частини проєкту — створенню дамби Афслютдейк, яка пройшла між населеними пунктами Ден-Увер (Північна Голландія) і Зюрих (Фрисландія). Ширина дамби становить 90 м, початкова висота — 7,25 м над рівнем моря, ухил стін — 25 %.
Процес будівництва просувався швидше, ніж очікувався, хоча були і труднощі — в трьох місцях по ходу розташування дамби знаходилися глибші підводні жолоби, де припливні течії були найсильнішими. У результаті на два роки раніше запланованого, 28 травня 1932 року остання протока була перекрита, і затока Зейдерзе перетворилася на поки що ще солоне озеро Ейсселмер. Сама гребля була відкрита 25 вересня 1933 року, після досягнення необхідної висоти і прокладки автомобільної дороги.
На двох кінцях дамби розташовані системи шлюзів для забезпечення судноплавства і прокачування води. Південний комплекс в Дер-Увере включає в себе судноплавний шлюз Стевіншлюзен (Stevinsluizen), названий на честь Хенріка Стевина, а також три групи по п'ять шлюзів для перекачування води з Ейсселмера у Ваддензе.

## Осушення земель
У таблиці зведені всі роботи з будівництва дамб і створенню польдерів, виконані в рамках проєкту «Зейдерзе»:
| Назва проєкту                | Довжина, км | Початок будівництва | Кінець будівництва | Дата осушення  | Площа, км² |
| ---------------------------- | ----------- | ------------------- | ------------------ | -------------- | ---------- |
| Амстелдипдейк                | 2,5         | 29 липня 1920       | 31 липня 1924      | тестова дамба  | —          |
| Андейк                       | —           | 1926                | 1927               | 1927           | 0,4        |
| Афслютдейк                   | 32          | січень 1927         | 23 травня 1932     | основна дамба  | —          |
| Вірінгермер                  | 18          | 1927                | 27 липня 1929      | 31 серпня 1930 | 200        |
| Нордостполдер                | 55          | 1936                | 13 грудня 1940     | 9 вересня 1942 | 480        |
| Східний Флеволанд            | 90          | початок 1950        | 13 вересня 1956    | 29 червня 1957 | 540        |
| Південний Флеволанд          | 70          | початок 1959        | 25 жовтня 1967     | 29 травня 1968 | 430        |
| Маркермер, дамба Хаутрібдеїк | 28          | 1963                | 4 вересня 1975     | скасовано      | —          |

Методика створення польдера проста — частина Ейсселмера відгороджувалася дамбою, і з обгородженої території викачували всю воду. Технологія була відпрацьована на маленькому польдері біля Андайк (Північна Голландія) у 1926—1927 роках. На території 0,4 км² були протестовані ефекти дренажу ґрунтів Зейдерзе і вивчені способи конфігурації нових польдерів.
Осушення першого великого польдера завершилося у 1930, а останнього — 38 років по тому. Другий за рахунком польдер — Нордостпольдер — не був повністю осушений до 1942 року і грав важливу роль у голландському опорі під час Другої світової війни, надаючи безліч місць для укриття. Після війни осушили майже 1000 км² землі (Флеволанд), на якій розташувалися міста Лелістад і Алмере. Останній з планованих польдерів — Маркервард — після інтенсивної полеміки осушено не було. У 1986 році на нових землях була заснована провінція Флеволанд. Загальна площа «відвойованої» у моря землі склала 1 650 км².
На осушеній землі з'явилися нові міста — Леммер, Волленховен і Блокзейл, а також колишні острівні поселення Урк, Схокланд, Верінг тощо. Але були й свої мінуси — селище Кейнре, що колись був найбільшим портом в Зейдерзе, постраждало найбільше, опинившись відрізаним від води.

### Вірінгермер

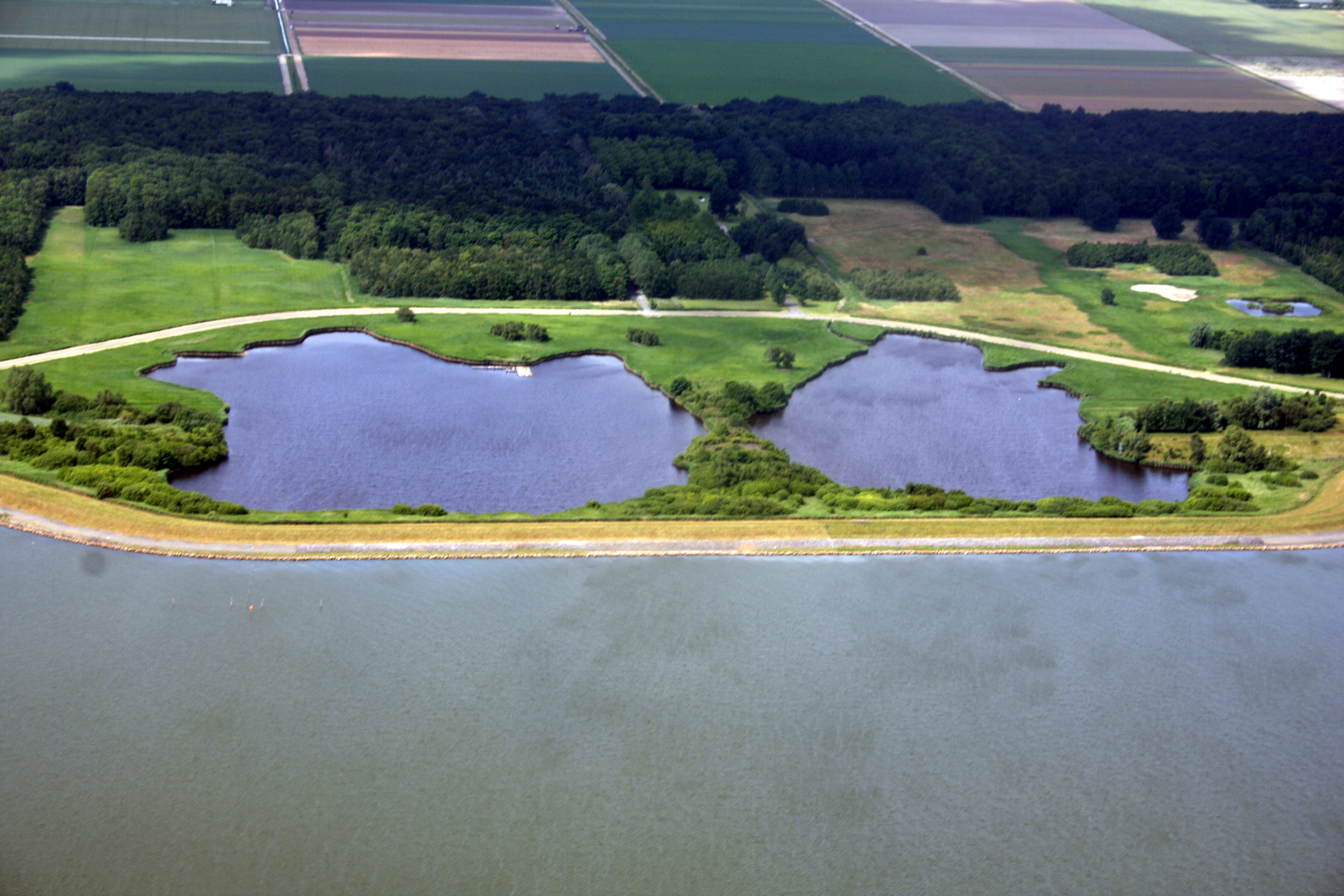
Місце підриву захисної дамби польдера Вірінгермер під час Другої світової війни

Будівництво першого з п'яти планованих польдерів на північному заході затоки почалося одночасно з будівництвом дамби Афслютдейк. Польдер площею 200 км² з'явився на місці затоки Вірінгермер, розташованої на південь від Вірінгена. Це був єдиний польдер, створений в Зейдерзе, — решта вже «відвойована» у озера Ейсселмер.
Будівництво дамби, навколо Вірінгермер, виявилося важчим завданням, ніж це було з подальшими польдерами, оскільки до завершення Афслютдейк в затоці відбувалися припливи, і дамби доводилося робити трохи вище. Дамба завдовжки 18 км була завершена в липні 1929 року. Дренаж польдера здійснювався насосними станціями (нід. gemaal) — у Ден-Увера була побудована дизельна станція «Leemans», а у Медембліка — електрична станція «Lely». Водопідіймальний механізм було засновано на різновиді Архімедова гвинта, розробленого Альбертом Болдуїном Вудом. Станції що почали працювати в лютому 1930 р змогли осушити польдер за 6 місяців безперервної роботи. Осушення в даному випадку не має на увазі повну відсутність води — брудна поверхня польдера залишається вкрита дрібними ставками і для подальшої меліорації необхідна мережа дренажних каналів, які перерозподіляють воду до насосних станцій. У результаті висихання морське дно просіло місцями до метра, після чого дренажні канали були замінені мережею підземних дренажних труб.
Першим на незайманій землі польдера проріс очерет (хоча це більше відноситься до наступних польдерів). Він допоміг випарувати воду і зміцнити ґрунт. Після створення необхідної інфраструктури очерет було замінено на ріпак, перетворивши польдер навесні в жовте море квітів. Після цього землю засадили різними типами зернових культур.
Будучи першим з польдерів, Вірінгермер виявився найближчим до початкової концепції використання нової землі для сільського господарства. На його території було утворено чотири села — Слотдорп (1931), Мідденмер (1933), Вірінгерверф (1936) і Крейлерорд (1957). З ростом населення польдера 1 липня 1941 його було відокремлено в окремий муніципалітет провінції Північна Голландія.
Більша частина важкої роботи 1930-х років з будівництва Вірінгермера було знищено в кінці Другої світової війни. Німецьке командування 17 квітня 1945 наказало підірвати дамбу польдера. Ніхто не постраждав, але Вірінгермер знову опинився під водою. По закінченні війни польдер відновили досить швидко і вже до кінця 1945 року воду було повторно відкачане.

### Нордостполдер
Згідно з планом 1891 року наступний польдер мав бути створений у південно-східній частині озера, але у 1932 вирішили побудувати спочатку польдер на північному заході, оскільки він був менше і, відповідно, простіше в будівництві. Фінансові труднощі затримали початок робіт над Нордостполдером до 1936. Дві дамби загальною довжиною 55 км починалися від Леммер (Фрисландія) і від Волленховен (Оверейсел). Відповідні частини будувалися з острова Урк. Початок Другої світової загальмував процес будівництва і зведення дамби було завершено лише в грудні 1940. До вересня 1942 480 км² землі були осушені в достатній мірі для початку освоєння земель.
Будівельники Нордостполдеру вже мали необхідний досвід, а спокійні води Ейсселмера спрощували задачу. Нові землі переважно були використані для ведення сільського господарства, на менш родючих ділянках було висаджено ліс. Земля польдерів в ході робіт належала державі, але після їх завершення розподілилася по приватним власникам. Повінь в країнах Північного моря (1953) змінило плани уряду. Замість того, щоб відібрати найкращих фермерів для поселення в Нордостполдері, туди переселили велике число жителів найбільше постраждалої Зеландії.
На території польдера знаходяться два колишніх острови: льодовиковий моренний пагорб Вурка і витягнутий Схокланд. Урк, як і до осушення земель, лишився риболовецьким селищем. 3 жовтня 1939 року він перестав бути островом, коли дамба, що прямує з півночі від Леммеру, була завершена. У центрі польдера, де перетинаються три основні дренажних канали розташоване місто Еммелорд, засноване у 1943 році. Відразу планувалося як єдине велике місто польдера, він служить центром місцевого самоврядування. Десять невеликих сіл розташовуються по краях польдера, першими з них були Енс, Маркнессе і Краггенбург (1949), потім Бант (1951), Крейл і Рюттен (1953), і нарешті Еспел, Толлебек і Нагеле (1956).
Канали, що відходять від Еммелорду відводять воду до трьох насосних станцій «Buma» поруч з Леммер, «Smeenge» в Волленховен і «Vissering» в Урке. Перші дві мають живлення від електрики, а третя качає воду за допомогою дизельного двигуна.

### Флеволанд

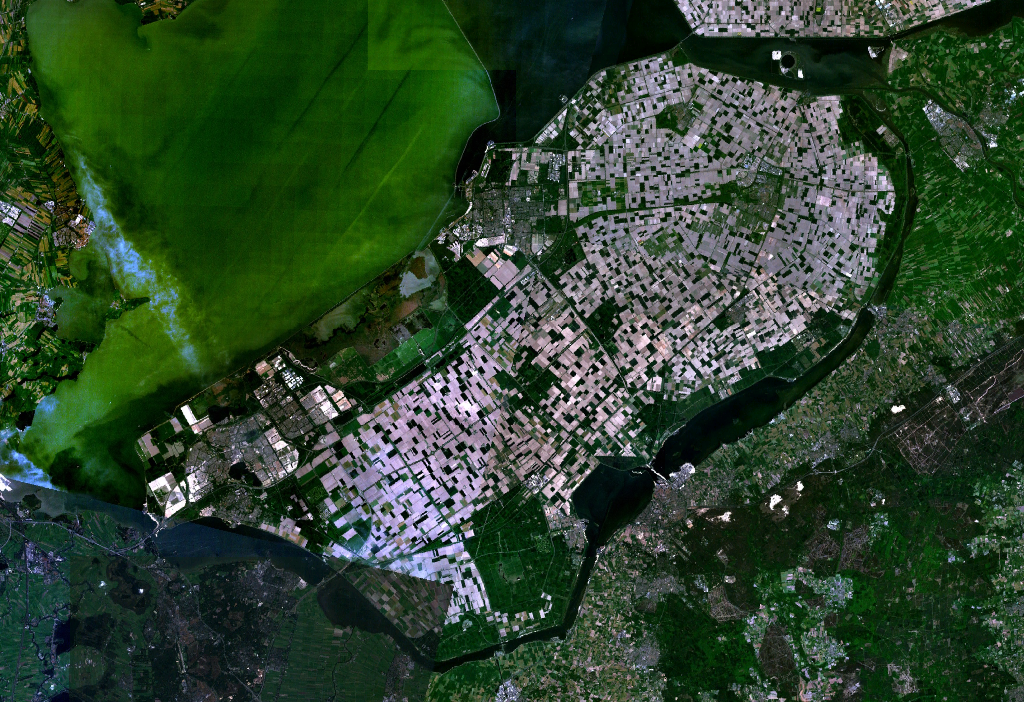
Південний і Східний Флеволанд

#### Східний Флеволанд
У 1950 році, після відновлення Вірінгермера і відновлення робіт над Нордостполдером, почалося будівництво найбільшого (540 км²) польдера — Східного Флеволанду (Oostelijk Flevoland). Дамби будувалися починаючи з декількох островів на середині Ейсселмеру. Як показав досвід Нордостполдера, ґрунтові води вже існуючих земель стікають в низовини нової землі, викликаючи дегідрацію і просідання ґрунтів. Тому було вирішено гідрологічно ізолювати нові польдери від материка смугою озер, що зажадало будівництва набагато довшої (90 км) дамби навколо польдера. Що планувався раніше єдиний південно-східний польдер вирішено було побудувати в два етапи, розділивши ці дві частини дамбою Кнардейк для захисту другого польдера у разі затоплення першого. Два основних дренажних канали, що входять в єдину гідрологічну інфраструктуру двох польдерів і перетинають дамбу Кнардейк, у разі затоплення закривалися невеликими греблями.
У 1953 сильна повінь обрушилося на південний захід Нідерландів, тому робочі та обладнання були переведені на відновлювальні роботи в дельту Рейну (які пізніше вилилися в проєкт «Дельта»). Роботи над Східним Флеволандом поновилися у 1954 і 13 вересня 1956, дамба що оточує майбутній польдер, була завершена. Відкачування води проводилася до червня 1957 року трьома насосними станціями: «Wortman» (дизель, Лелистад-Хавен), «Lovink» (електрична, Хардервейк) і «Colijn» (електрична, на південному березі Кетелмера). Ці станції також використовувалися при осушенні південного польдера.
При плануванні польдера була закладена можливість заснувати велике місто як регіональний центр і можливу столицю нової провінції. Це нове місто було засноване у 1966 і названий Лелістад, на честь Корнеліса Лелі, одного із початківців проєкту. Інші населені пункти були засновані раніше: Дронтен (1962), Свіфтербант (1963) і Біддінгхейзеном (1963). Акценти з використання земель змістилися трохи з сільського господарства на створення лісів і заповідників.

#### Південний Флеволанд
Будівництво Південного Флеволанду (Zuidelijk Flevoland) почалося на початку 1959. Кнардейк і 70 км нових дамб були закінчені в жовтні 1967 року. Завдяки єдиної системи Флеволанд потребував будівництво тільки однієї дизельної насосної станції «De Blocq van Kuffeler», хоча первинна відкачка води виконувалася тільки нею. До травня 1968 430 км² нового суходолу було осушено.
Через вигідне географічне положення південного польдеру щодо урбанізованих територій центральних Нідерландів в план польдера було закладено створення великого міста Алмере, призначеного для розвантаження населених районів, зокрема Амстердаму. Територія між Алмере і Лелістадом була виділена для розміщення важкої промисловості, проте виявилася незатребуваною і через пару років перетворилася на заболочену територію. Пізніше вона була виділена в заповідник Оствардерсплассе (Oostvaardersplassen). Центр польдеру переважно зайнятий полями, в південно-східній частині переважають ліси. Там же розташовується населений пункт Зеволде (1984).

#### Маркервард

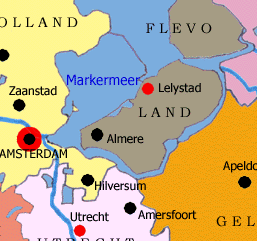
Розташування Маркермер

П'ятий польдер наразі не існує і, можливо, ніколи не з'явиться. Розпочати будувати польдер на південному заході Ейсселмера намагалися кілька разів, але щоразу перевага віддавалася іншим польдерам. Насправді невеликі частини цього польдера, званого Маркервард, були побудовані. У 1941 почалася робота над першою секцією дамби, але окупація країни Німеччиною зупинила ці роботи. Дамба починалася від Маркену), останнього з островів Ейсселмера, прямувала близько 2 км на північ, де і сьогодні різко обривається. Після Другої світової війни було розпочато роботу над східним польдером, але про Маркен не забули. 17 Жовтня 1957 року дамба довжиною 3,5 км з'єднала колишній острів з материковою частиною Північної Голландії.
У 1959 почалася робота над новою дамбою, яка повинна була стати чи то північною межею Південного Флеволанду, чи то південним кордоном Маркерварду, але вибір було зроблено на користь першого варіанту. Невелика повінь в Амстердамі у 1960 році показало залишкову небезпеку великого Ейсселмера, після чого було вирішено розділити озеро на дві частини — північну частину площею 1250 км², яка продовжує називатися Ейсселмер, і південну частину площею 700 км², названу Маркермер. Для цього реалізували частину запланованого Маркерварду — була побудована 28-кілометрова дамба Хаутрібдейк між Лелістадом і Енкхёйзеном, що включає два шлюзових комплексу і шлюзи перекачування води по обох краях. Будівництво дамби йшло повільно і зайняло 12 років (з 1963 по 1975 роки), після чого вона стала використовуватися як важливий сполучний шлях між північною частиною Північної Голландії і сходом Нідерландів.
Проте завершення дамби не спричинило за собою осушення польдера. Потреба в нових сільськогосподарських площах практично зникла, а вже існуюча екологічна та рекреаційна цінність Маркермер оцінювалася вище, ніж передбачувані можливості Маркерварду. Існували плани по поєднанню польдера і озера, але їх економічна ефективність була поставлена під сумнів, і проєкт було відкладено на невизначений термін у вересні 1986 року.